# Huperzia obtusifolia
Huperzia obtusifolia là một loài thực vật có mạch trong Họ Thạch tùng. Loài này được (Sw.) Rothm. mô tả khoa học đầu tiên năm 1944.